# Raninia genalis
Raninia genalis är en stekelart som beskrevs av Diller 1985. Raninia genalis ingår i släktet Raninia och familjen brokparasitsteklar. Inga underarter finns listade i Catalogue of Life.